# Kathleen Stephens
Kathleen Stephens (...) è un'attrice sudafricana.

## Biografia
Kathleen Stephens si è diplomata alla scuola superiore di Port Shepstone per poi studiare recitazione all'Università di Città del Capo dal 2011 al 2014 conseguendo una laurea in lettere.
Il suo debutto televisivo è avvenuto nel 2018 in un episodio della miniserie 52 Story Minutes, dopodiché ha avuto un ruolo ricorrente in Tali's Baby Diary e nel film Runs in the Family, proiettato al Kashish Mumbai International Queer Film Festival il 10 giugno 2023. Nello stesso anno entra a far parte del cast della serie Netflix One Piece nel ruolo di Makino e prende parte al film Death of a Whistleblower, presentato in anteprima al Toronto International Film Festival. Nel corso del 2025 appare in My Spy - La città eterna, Sniper: L'ultimo baluardo e G20.

## Filmografia

### Cinema
- Surprise!, regia di Yonnic Carelse - cortometraggio (2017)
- Runs in the Family, regia di Ian Gabriel (2023)
- Death of a Whistleblower, regia di Ian Gabriel (2023)
- My Spy - La città eterna (My Spy: The Eternal City), regia di Peter Segal (2024)
- Sniper: L'ultimo baluardo (Sniper: The Last Stand), regia di Danishka Esterhazy (2025)
- G20, regia di Patricia Riggen (2025)

### Televisione
- 52 Story Minutes - serie TV, episodio 3x01 (2018)
- Tali's Baby Diary - serie TV, 5 episodi (2018)
- One Piece - serie TV, 3 episodi (2023)

## Doppiatrici italiane
Nelle versioni in italiano delle opere in cui ha recitato, Kathleen Stephens è stata doppiata da:
- Federica Simonelli in One Piece